# 859

## Esdeveniments
- Fam a Itàlia
- Victòria asturianes contra els musulmans a Abelda
- Universitat d'Al-Qarawiyin a Fes, la més antiga del món
- Els normands saquejen Mallorca, Menorca i Formentera.

## Necrològiques
- Odalric, comte de Barcelona, Girona, Rosselló, Empúries i Narbona, i marquès de Gòtia.